# Miani (famiglia)
I Miani (talvolta anche Emiliani) furono una famiglia patrizia veneziana, annoverata fra le cosiddette Case Nuove.

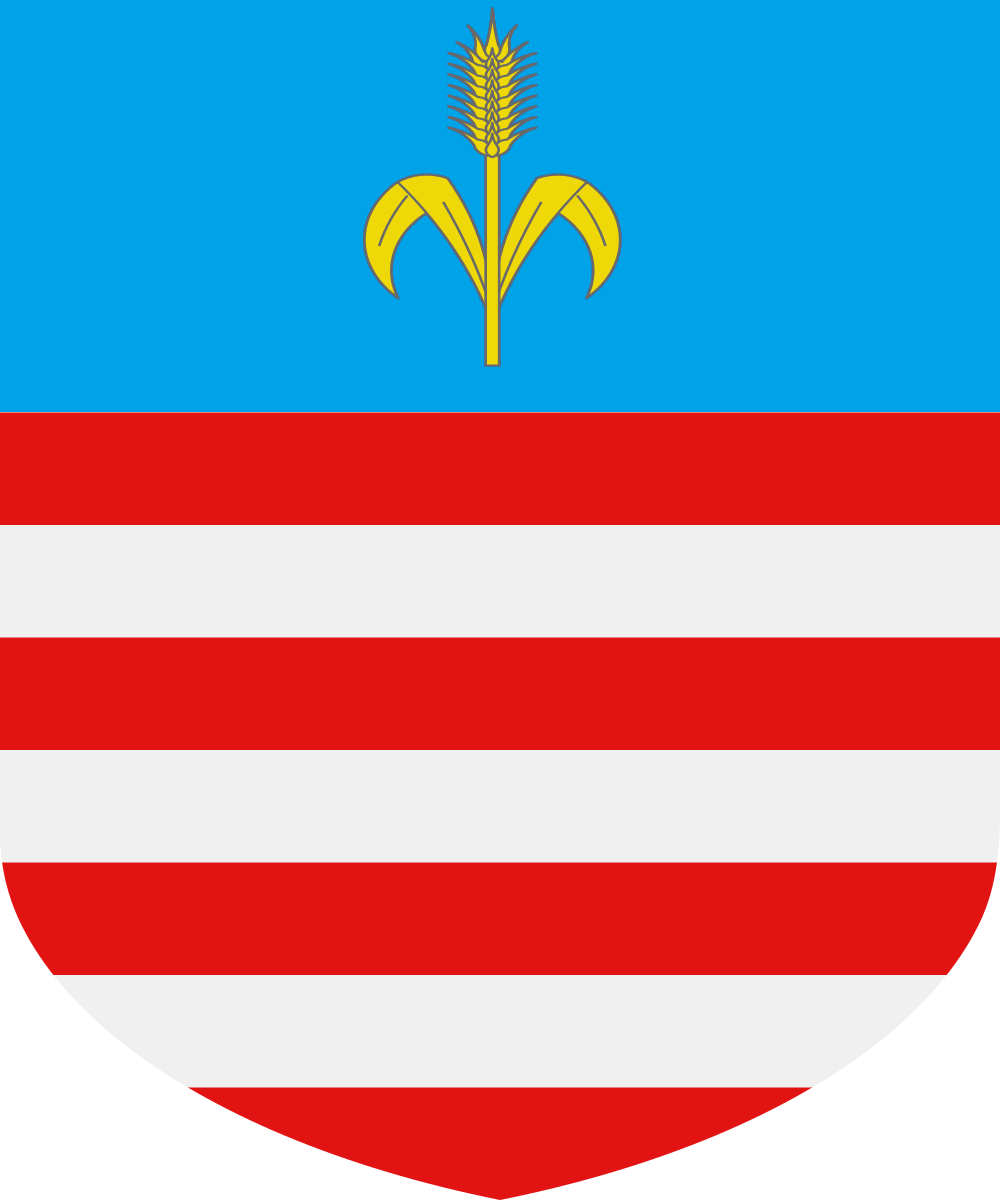
Stemma Miani

## Storia
Come tutte le famiglie veneziane, anche per i Miani sono state proposte varie origini leggendarie. Ad esempio, la variante "Emiliani" del cognome è un'invenzione di chi cercava un collegamento con la romana gens Aemilia.
In realtà provenivano dalla terraferma veneziana e dal Friuli e giunsero in Laguna a più riprese già prima dell'anno Mille. La forma "Miani" si fissò in tempi relativamente recenti e in precedenza erano detti "da Mezani", "Megiani", "Migliani", "Meliani".
Della casata esistevano i due rami "di San Cassiano" e "di San Vitale". Il primo, considerato più antico, aveva nello stemma una rosa e si estinse nel Quattrocento con la morte di Pietro di Matteo, pronipote del vescovo Pietro Miani. Il secondo aveva l'arma carica di una pannocchia di miglio (o tre pannocchie, secondo una variante) e venne meno nel 1790 con la scomparsa di Giacomo di Marco.

## Membri illustri
- Pietro Emiliani (1362 - 1433), politico e vescovo cattolico
- San Gerolamo Emiliani (1486 - 1537), fondatore dell'ordine dei Chierici Regolari di Somasca.

## Proprietà
- Palazzo Miani, a San Polo;
- Palazzo Miani Coletti Giusti, a Cannaregio.